# Ingoldiella hamata
Ingoldiella hamata är en svampart som beskrevs av D.E. Shaw 1972. Ingoldiella hamata ingår i släktet Ingoldiella och familjen Hydnaceae.   Inga underarter finns listade i Catalogue of Life.